# Terotehnică
Terotehnica (din limba greacă veche tero - „a avea grijă de” și tehnică, τέχνη, téchne, „capacitate, meșteșug”)) (sau Terotehnologia) este tehnica instalării, punerii în funcțiune, întreținerii, reparațiilor, înlocuirii uzinelor, echipamentelor, mașinilor, instalațiilor și altele, precum și aceea a administrării raționale a unui feed-back eficient al datelor spre concepție. 
Terotehnica depășește sfera noțiunii de tehnica întreținerii, ea cuprinde organizarea, disciplina și controlul operațiilor de întreținere în scopul menținerii acestora la nivelele maxime de operativitate, siguranță, exactitate și rentabilitate.